# Porsova (Yardımli)
Porsova è un comune dell'Azerbaigian situato nel distretto di Yardımlı. Conta una popolazione di 851 abitanti.